# Brooklyn Youth Chorus
Brooklyn Youth Chorus je dětský pěvecký sbor, který založila a vede sbormistryně Dianne Berkun Menaker. Soubor spolupracoval na nahrávce alba Johna Adamse On The Transmigration Of Souls, která byla oceněna Pulitzerovou cenou a cenami Grammy. Spolupracoval s řadou orchestrů, hudebních skupin a umělců včetně New York Philharmonic, The National, David Byrne, Wye Oak, Bon Iver, Shara Nova, International Contemporary Ensemble, William Brittelle, London Symphony Orchestra, Barbra Streisand, Arcade Fire, Elton John a Grizzly Bear. Sbor byl založen v roce 1992 a během jeho historie jím prošlo téměř 6 000 dívek a chlapců (údaj k roku 2022).

## Významné skadby
- 2002 John Adams On The Transmigration Of Souls, v roce 2003 oceněno Pulitzerovou cenou za hudbu (Pulitzer Prize for Music),[1] v roce 2005 oceněno třemi cenami Grammy (nejlepší album klasické hudby, nejlepší orchestrální nahrávka a nejlepší současná skladba klasické hudby).[2]
- 2013 Caroline Shaw: Its Motion Keeps, skladba pro dětský sbor[p 1] a violu nebo violoncello. Píseň je založena na textu první sloky staré náboženské písně Kingwood, která pochází ze sborníku Southern Harmony (první vydání 1835).[3] Premiéra v listopadu 2013, autorka hrála violový part.[4]

## Nahrávky
- 2017 Black Mountain Songs, New Amsterdam Records
- 2018 Silent Voices, New Amsterdam Records